# سوبوت
سوبوت (به آلمانی: Soboth) یک منطقهٔ مسکونی در اتریش است که در دویچلندسبرگ واقع شده‌است. سوبوت ۴۲٫۳۸ کیلومتر مربع مساحت دارد ۱٬۰۷۰ متر بالاتر از سطح دریا واقع شده‌است.